# 王億 (成化進士)
王億（1432年—1491年），字用哲，四川重慶府銅梁縣人，民籍，治《春秋》。

## 生平
正月初三日生，行八。由國子生中式四川鄉試第三十六名舉人，會試中式第二百七十三名。年三十五歲中式成化二年丙戌科第三甲第二百零二名進士。

## 家族
曾祖王德昇；祖王勝宗；父王仲亨，贈知府；母郭氏（贈恭人）。永感下，妻鍾氏，兄佐；佑；儉（左僉都御史）；侃；偉；儒；修。